# 足の太陰脾経
足の太陰脾経（あしのたいいんひけい、中国語 足太陰脾經 zú tàiyīn píjīng、英:The Spleen Meridian of Foot-TaiyinもしくはZu Taiyin Pijing）とは脾経に属する足を流れる陰経の経絡である。胃と脾臓（現在の膵臓も含む）は共に中国の五行（木、火、土、金、水）でいうと土に属するため密接な関係を持つ。また、流注によると脾臓はもとより、心臓のまわりを取り囲んでいるため心臓の病気にこの脾経の経穴を使うこともある。脾経の募穴は章門穴（足の厥陰肝経）。
国際表記はSPと表記する。

## 流注（経絡の流れの道筋）
足の第1指内端（隠白穴）に起こり、第1指内側白肉際（大都穴）を循り、内果の前廉に上り、脛骨後縁に沿って膝内側に上り、大腿骨内側を上り鼠径部の衝門穴より腹に入り、府舎穴から中極穴、関元穴で任脈と会し、ついで本経の腹結穴、大横穴、腹哀穴を経て腹中に入り、中脘穴、下脘穴の際にいたって脾に属し胃を絡う。さらに横隔膜を貫いて胸部に上り、咽頭より舌根に連なり舌下に散じる。
また、その支なるものは、中脘穴より別れて横隔膜を貫き心中に注ぎ、手の少陰心経に連なる。

## 足の大陰脾経に所属する経穴の一覧
以下に出てくる寸、分などの尺は骨度法、同身寸法参照。

### SP1.隠白（いんぱく）
取穴部位：足の第1指内側爪甲根部、爪甲の角を去ること1分
要穴：井木穴
禁灸穴
知覚神経：浅腓骨神経
血管：第一背側中足動脈の枝

### SP2.大都（だいと）
取穴部位：足の第1指の内側で第1中足指節関節の前の陥凹部、肌目
要穴：滎火穴
知覚神経：浅腓骨神経
血管：第一背側中足動脈の枝

### SP3.太白（たいはく）
取穴部位：足の第1中足指節関節の後、内側の陥凹部、肌目
要穴：兪土穴、原穴
筋肉：母趾外転筋
運動神経：内側足底神経
知覚神経：浅腓骨神経
血管：第一背側中足動脈の枝

### SP4.公孫（こうそん）
取穴部位：足部内側で、第1中足骨底部前下縁の陥凹中、肌目
要穴：絡穴
筋肉：母趾外転筋、前脛骨筋腱
運動神経：内側足底神経、深腓骨神経
知覚神経：伏在神経
血管：足背動脈の枝

### SP5.商丘（しょうきゅう）
取穴部位：内果の前下方、内果と舟状骨の間の陥凹部
要穴：経金穴
筋肉：下伸筋支帯
知覚神経：伏在神経
血管：前内果動脈

### SP6.三陰交（さんいんこう）
取穴部位：内果の上際の上3寸、脛骨内側縁の骨際、脛骨内側顆の下際から下5寸
筋肉：後脛骨筋、長趾屈筋
運動神経：脛骨神経
知覚神経：伏在神経
血管：後脛骨動脈

### SP7.漏谷（ろうこく）
取穴部位：内果の上6寸、脛骨内側縁の骨際
禁灸穴
筋肉：後脛骨筋、長趾屈筋
運動神経：脛骨神経
知覚神経：伏在神経
血管：後脛骨動脈

### SP8.地機（ちき）
取穴部位：内果の上10寸、脛骨内側縁の骨際
要穴：郄穴
筋肉：ヒラメ筋
運動神経：脛骨神経
知覚神経：伏在神経
血管：後脛骨動脈

### SP9.陰陵泉（いんりょうせん）
取穴部位：脛骨内側顆の下、脛骨内側の骨際、陥凹部、膝をたて、脛骨内側縁を擦上して指の止まるところ
要穴：合水穴
禁灸穴
筋肉：腓腹筋、半腱様筋腱、半膜様筋腱
運動神経：脛骨神経
知覚神経：伏在神経
血管：内側下膝動脈

### SP10.血海（けっかい）
取穴部位：大腿前内側にあり、膝蓋骨内上角の上2寸、膝蓋骨内上角の上2寸半
筋肉：内側広筋
運動神経：大腿神経
知覚神経：大腿神経前皮枝
血管：下行膝動脈

### SP11.箕門（きもん）
取穴部位：大腿前内側にあり、膝蓋骨内上角の上8寸、縫工筋と大腿直筋の間
禁鍼穴
筋肉：縫工筋、大腿直筋、内側広筋
運動神経：大腿神経
知覚神経：大腿神経前皮枝
血管：大腿動脈

### SP12.衝門（しょうもん）
兵法：北辰（ほくしん）
取穴部位：曲骨穴の外3寸5分、神闕穴の高さより下5寸で正中線から外方3寸5分、鼠径溝中の大腿動脈拍動部
筋肉：腸腰筋、恥骨筋
運動神経：大腿神経、腰神経叢筋枝
知覚神経：腸骨下腹神経前皮枝、陰部大腿神経、腸骨鼠径神経
血管：大腿動脈

### SP13.府舎（ふしゃ）
取穴部位：大横穴の下4寸3分、衝門穴の上7分
筋肉：外腹斜筋、内腹斜筋
運動神経：肋間神経、腸骨下腹神経、腸骨鼠径神経
知覚神経：腸骨下腹神経前皮枝
血管：浅腹壁動脈、下腹壁動脈

### SP14.腹結（ふっけつ）
兵法：夜光（やこう）
取穴部位：大横穴の下1寸3分
筋肉：外腹斜筋、内腹斜筋
運動神経：肋間神経、腸骨下腹神経、腸骨鼠径神経
知覚神経：腸骨下腹神経前皮枝、肋間神経外側皮枝
血管：浅腹壁動脈、下腹壁動脈

### SP15.大横（だいおう）
取穴部位：臍の外3寸5分
筋肉：外腹斜筋、内腹斜筋
運動神経：肋間神経、腸骨下腹神経、腸骨鼠径神経
知覚神経：肋間神経外側皮枝
血管：浅腹壁動脈、下腹壁動脈

### SP16.腹哀（ふくあい）
兵法：稲妻（いなずま）又は電光（でんこう）
取穴部位：大横穴の上3寸、建里穴の外3寸5分、神闕穴の高さより上3寸で正中線から外方3寸5分
禁灸穴
筋肉：外腹斜筋、内腹斜筋
運動神経：肋間神経、腸骨下腹神経、腸骨鼠径神経
知覚神経：肋間神経外側皮枝
血管：浅腹壁動脈、下腹壁動脈、肋間動脈

### SP17.食竇（しょくとく）
取穴部位：中庭穴の外6寸、乳根穴の外2寸、第5肋間
筋肉：大胸筋
運動神経：内側胸筋神経、外側胸筋神経
知覚神経：肋間神経外側皮枝
血管：肋間動脈、外側胸動脈

### SP18.天渓（てんけい）
取穴部位：膻中穴の外6寸、乳中穴の外2寸、第4肋間
筋肉：大胸筋
運動神経：内側胸筋神経、外側胸筋神経
知覚神経：肋間神経外側皮枝
血管：肋間動脈、外側胸動脈

### SP19.胸郷（きょうきょう）
取穴部位：玉堂穴の外6寸、膺窓穴の外2寸、第3肋間
筋肉：大胸筋
運動神経：内側胸筋神経、外側胸筋神経
知覚神経：肋間神経外側皮枝
血管：肋間動脈、外側胸動脈

### SP20.周栄（しゅうえい）
取穴部位：紫宮穴の外6寸、屋翳穴の外2寸、第2肋間
筋肉：大胸筋
運動神経：内側胸筋神経、外側胸筋神経
知覚神経：肋間神経外側皮枝
血管：肋間動脈、外側胸動脈

### SP21.大包（たいほう）
取穴部位：腋窩中央の下6寸、中腋窩線上の肋間、腋窩横紋中央と第11肋骨端、第6肋間
要穴：脾の大絡
筋肉：前鋸筋
運動神経：長胸神経
知覚神経：肋間神経外側皮枝
血管：肋間動脈、胸背動脈

## 音声用脾経経穴名一覧
インパク　　ダイト　　タイハク　　コーソン　　ショーキュー　　サンインコー　　ローコク　　チキ　　インリョーセン　　ケッカイ　　キモン　　ショーモン　　フシャ　　フッケツ　　ダイオー　　フクアイ　　ショクトク　　テンケイ　　キョーキョー　　シューエイ　　ダイホー

## 足太陰脾経病
主に舌の強ばり、嘔吐、腹脹、体の重だるさ、心煩、泥状便、股・膝内側部の腫痛や冷え、母趾の麻痺などが起こるとされている。